# Adriano Leite Ribeiro
Adriano Leite Ribeiro (Rio de Janeiro, 17 februari 1982) - alias Adriano - is een voormalig Braziliaans voetballer die bij voorkeur als aanvaller speelde. Adriano werd tijdens zijn periode bij Internazionale gezien als een van de grootste voetbaltalenten ter wereld, zijn carrière zou echter nooit aan de grote verwachtingen voldoen. Adriano kampte tijdens zijn carrière met depressie, alcoholisme en gedragsproblemen. Vele voetbal-experts zien Adriano's carrière als grote teleurstelling en verspilling van talent.

## Carrière

### Clubs
Adriano begon zijn loopbaan in 1999 in een jeugdteam van het Braziliaanse Flamengo, waar hij een jaar later een tweejarig profcontract tekende. Hij speelde in zijn eerste seizoen 29 wedstrijden, waarin hij 16 doelpunten maakte. Hij won twee staatskampioenschappen en de Copa dos Campeões. Vervolgens vertrok hij in het seizoen 2001/2002 naar Internazionale. Hier speelde hij enkele wedstrijden, en werd later dat seizoen uitgeleend aan Fiorentina. Hier maakte hij het seizoen af met 15 duels en 6 doelpunten. Hierna kwam men tot een overeenkomst met Parma, waarbij beide clubs mede-eigenaar van de Braziliaanse spits werden. Adriano maakte indruk in zijn eerste seizoen in Parma, hij vormde een hoog aangeschreven aanvalskoppel met Adrian Mutu, en scoorde 15 keer in 28 wedstrijden. Desondanks maakte Inter geen gebruik van de optie om hem aan het eind van het seizoen terug te halen. Ook 2003/2004 begon Adriano echter uitstekend, met 8 goals in 9 duels, waardoor Internazionale halverwege het seizoen besloot hem alsnog terug te halen. In het restant van het seizoen kwam hij 16 keer binnen de lijnen in de Serie A, en tilde zijn doelpuntentotaal naar 17 treffers.
In 2004/2005 was Adriano een belangrijke speler voor Internazionale, met 16 goals in 30 wedstrijden werd hij clubtopscorer. Vanwege zijn goede prestaties werd zijn contract opgewaardeerd en verlengd tot 2010. Ook het daaropvolgende seizoen speelde hij 30 wedstrijden, ditmaal vond hij 13 keer het net. Na een sterk eerste half jaar verloor de Braziliaan echter zijn goede vorm, in de tweede helft van het seizoen stond Adriano lange tijd droog en werd bekritiseerd vanwege zijn spel. Internazionale eindigde op de derde plaats in Italië, vanwege het Italiaans omkoopschandaal kreeg Inter achteraf echter de landstitel van dit jaar toegewezen.
In 2006/2007 zette de vormcrisis van Adriano zich voort. Hij presteerde veelal ondermaats, en werd bekritiseerd vanwege zijn slechte fysieke gesteldheid en vermeende gebrek aan inzet. Zo verscheen hij in februari 2007 niet op de training als gevolg van een uitbundig gevierde verjaardag. In juli 2007 zou Adriano toegeven al geruime tijd met een alcoholprobleem te kampen, mede als gevolg van de dood van zijn vader. Adriano speelde in dit seizoen uiteindelijk 23 wedstrijden, waarin hij vijf keer scoorde. Internazionale won met overmacht de Serie A.

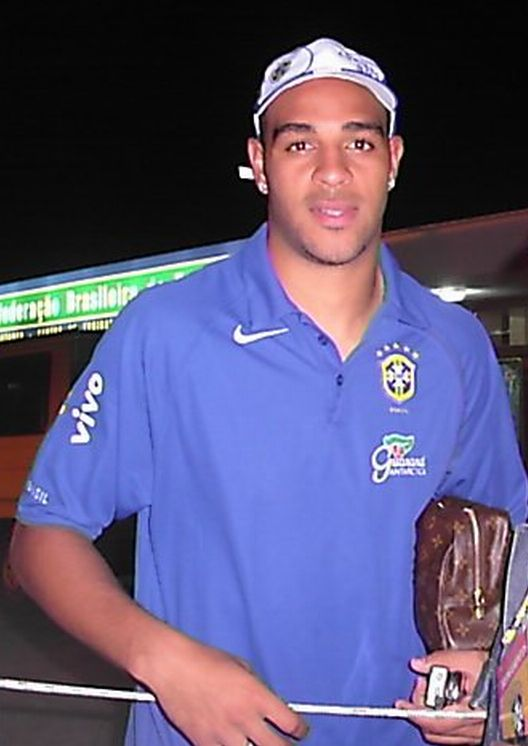
Adriano als international

Het volgende seizoen was Adriano gedegradeerd tot vijfde spits, achter Ibrahimovic, Crespo, Cruz en Suazo. Inter schreef hem zelfs niet in voor de Champions League. Door zijn weinige krediet kwam de aanvaller uit Rio de Janeiro slechts vier keer in actie voor zijn club. Hierin kwam hij één keer op het scorebord. Na de treffer weigerde hij de hand van trainer Mancini te schudden, waarmee de verstandhouding verder verstoord werd. Voorzitter Moratti stuurde hem in november op een verplichte vakantie naar zijn vaderland, waar hij diende te herstellen van zijn lichamelijke en psychische problemen.
Eenmaal terug werd hevig gespeculeerd over een verhuur of zelfs een definitief vertrek uit Milaan, waarbij West Ham United en Manchester City als voornaamste kandidaten werden genoemd. Uiteindelijk werd Adriano voor een half jaar verhuurd aan het Braziliaanse São Paulo FC. Hier kende hij een sterk debuut, waarin hij twee maal scoorde. Ook in de volgende wedstrijden vond hij regelmatig het net. Desondanks was er ook hier veel aandacht voor zijn leven buiten de lijnen. Verder riskeerde hij vanwege een uitgedeelde kopstoot in de wedstrijd tegen Santos een schorsing van 120 tot 540 dagen, waarmee zijn seizoen ten einde zou zijn geweest. Uiteindelijk werd hij echter mild gestraft met een schorsing van twee wedstrijden. Adriano scoorde uiteindelijk 11 keer uit 19 duels in de Braziliaanse competitie, en maakte daarnaast 6 treffers in 9 wedstrijden in de Copa Libertadores. Hij keerde drie weken eerder dan gepland terug naar Inter. In april 2009 kondigde Adriano op 27-jarige leeftijd aan voorlopig te stoppen met voetballen. Hij had genoeg van de drukte en wilde rustig kunnen leven in zijn vaderland
Op 24 april wordt het contract van Adriano bij Inter ontbonden. De spits heeft sinds 7 mei 2009 onder contract gestaan bij Flamengo. In de zomer van 2010 nam het Italiaanse AS Roma Adriano transfervrij over en zo begon Adriano aan zijn tweede periode in Europa. Het werd echter geen succesverhaal. Wegens blessures, afwezigheid en een gebrek aan inzet en motivatie wordt zijn contract in maart 2011 al ontbonden. Op 25 maart 2011 tekende Adriano een contract voor één jaar bij het Braziliaanse Corinthians, dit diende hij echter niet uit, in maart 2012 werd Adriano ontslagen wegens een gebrek aan discipline. Vanaf augustus 2012 stond Adriano voor de derde keer in zijn carrière onder contract bij Flamengo.

### Brazilië
In 2000 maakte Adriano zijn debuut voor het nationale team van Brazilië, nadat hij een jaar eerder wereldkampioen onder 17 jaar was geworden. Een vaste waarde was hij aanvankelijk nog niet, zo kwam hij in 2001 nog uit in het gewonnen Zuid-Amerikaanse kampioenschap met Jong Brazilië, en nam niet deel aan het WK 2002. In 2004 was hij wel een belangrijk onderdeel van de ploeg die de Copa América wist te winnen, hij werd topscorer van het toernooi met zeven treffers. Het meeste indruk maakte Adriano op de Confederations Cup. Bij afwezigheid van enkele grote namen schitterde Adriano op dit toernooi. Hij werd uitgeroepen tot beste speler van het toernooi, en werd tevens topscorer met 5 doelpunten. Twee van deze treffers fabriceerde hij in de met 4-1 gewonnen finale tegen aartsrivaal Argentinië. In 2006 speelde hij zijn eerste wereldkampioenschap. Hij scoorde twee keer in de groepsfase, desondanks werd zijn algehele spel als teleurstellend beschouwd, evenals dat van de rest van de nationale ploeg. Brazilië werd in de kwartfinale uitgeschakeld door Frankrijk. Onder nieuwe bondscoach Dunga verloren veel grote namen hun selectieplaats, zo ook Adriano. Hij speelde slechts één wedstrijd, als invaller in de verloren oefenwedstrijd tegen Portugal.

## Clubstatistieken
| Seizoen | Club                | Competitie | Wed. | Goals |
| ------- | ------------------- | ---------- | ---- | ----- |
| 2000    | Flamengo            | Série A    | 19   | 7     |
| 2001    | Flamengo            | Série A    | 0    | 0     |
| 2001/02 | Internazionale      | Serie A    | 8    | 1     |
| 2001/02 | → Fiorentina (huur) | Serie A    | 15   | 6     |
| 2002/03 | Parma               | Serie A    | 28   | 15    |
| 2003/04 | Parma               | Serie A    | 9    | 8     |
| 2003/04 | Internazionale      | Serie A    | 16   | 9     |
| 2004/05 | Internazionale      | Serie A    | 30   | 16    |
| 2005/06 | Internazionale      | Serie A    | 30   | 13    |
| 2006/07 | Internazionale      | Serie A    | 23   | 5     |
| 2007/08 | Internazionale      | Serie A    | 4    | 1     |
| 2008    | → São Paulo (huur)  | Série A    | 19   | 11    |
| 2008/09 | Internazionale      | Serie A    | 12   | 3     |
| 2009    | Flamengo            | Série A    | 30   | 19    |
| 2010    | Flamengo            | Série A    | 1    | 0     |
| 2010/11 | AS Roma             | Serie A    | 5    | 0     |
| 2011    | Corinthians         | Série A    | 4    | 1     |
| 2012    | Corinthians         | Série A    | 3    | 1     |
| 2012    | Flamengo            | Série A    | 0    | 0     |
| 2014    | Atlético Paranaense | Série A    | 3    | 1     |
| Totaal: | Totaal:             | Totaal:    | 259  | 117   |

## Erelijst
Individueel
- Topscorer Zuid-Amerikaans kampioenschap 2004
- Topscorer Confederations Cup 2005
- Beste Speler Confederations Cup 2005
- Bola de Ouro (Braziliaans voetballer van het jaar) 2009
- Bidone d'Oro 2006, 2007, 2010.

Club
- Staatskampioen Rio de Janeiro 2000 (Flamengo)
- Staatskampioen Rio de Janeiro 2001 (Flamengo)
- Braziliaanse kampioensbeker 2001 (Flamengo)
- Italiaans landskampioen 2005/2006* (Internazionale)
- Italiaans landskampioen 2006/2007 (Internazionale)
- Italiaanse beker 2004/2005 (Internazionale)
- Italiaanse beker 2005/2006 (Internazionale)
- Italiaanse Super Cup 2005 (Internazionale)
- Italiaanse Super Cup 2006 (Internazionale)

* Titel toegewezen als gevolg van Italiaans omkoopschandaal
Brazilië
- Wereldkampioen onder 17 jaar 1999 (Brazilië onder 17)
- Jeugdkampioen Zuid-Amerika 2001 (Brazilië onder 21)
- Kampioen Zuid-Amerika 2004 (Brazilië)
- FIFA Confederations Cup 2005 (Brazilië)

## Privéleven
Tijdens zijn carrière stond Adriano bekend om zijn extravagante leven buiten het veld. In 2004 stierf Adriano's vader, dit verlies gaf de jonge Adriano een zware mentale klap. Volgens hem zelf raakte hij om deze reden in een depressie en zocht hij zijn uitweg in alcohol. Zijn prestaties op het veld bleven echter voor korte tijd onaangetast. Na zijn contractverlenging in 2005 begonnen de echte problemen pas. Hij werd steeds vaker gesignaleerd in nachtclubs en zijn prestaties op het veld werden minder. Al snel werd er getwijfeld aan het arbeidsethos en de mentaliteit van Adriano. Bondscoach Dunga van Brazilië uitte ook zijn zorgen over het hectische privéleven van Adriano, “Het gedrag en de mentaliteit van deze jongen moet snel veranderen, hij moet zich focussen op voetbal”. Adriano bleef echter trainingen missen en Internazionale besloot om daarna actie te ondernemen, Adriano werd uitgeleend aan de Braziliaanse club São Paulo om wat structuur te creëren en zo zijn psychische en fysieke problemen op te lossen. Later zou blijken dat dit juist het tegen gewenste effect had, Adriano zou in contact komen met drugs-kartels, hij zou later zelfs voor de rechtbank moeten verschijnen vanwege zijn connecties met een drugs-kartel. Later verviel deze aanklacht vanwege te weinig bewijs. In 2013 gaf zijn ex-manager een interview waarin hij vertelde dat Adriano dringend hulp nodig had, “Ik vrees voor zijn leven, hij heeft een psycholoog nodig. Het gaat me nog niet eens om het redden van zijn voetbalcarrière maar om het redden van een persoon. Hij zit in een zware depressie en hij heeft zo snel mogelijk hulp nodig.” Eind 2015 kwam Adriano weer in opspraak, hij had een heel hotel afgehuurd en nodigde vervolgens 18 prostituees uit om een hele nacht te feesten. Anno 2016 leeft Adriano samen met zijn familie in de favela's van Rio de Janeiro.

## Trivia
- Bij de vrije trappen van Adriano is een balsnelheid tot 140 km/h gemeten.
- Adriano viert zijn doelpunten met een gebaar naar de hemel, ter herinnering van zijn overleden vader. Landgenoot Kaká en Frank Lampard vieren hun goals op soortgelijke wijze.